# Namkoong Min
Namkoong Min (en hangul, 남궁민; Goyang, 12 de marzo de 1978) es un actor surcoreano.

## Vida personal
Namkoong ha estado saliendo con la modelo Jin Ah-reum desde 2016. En septiembre de 2022 se anunció que la pareja se casaría el 7 de octubre, en una ceremonia privada en un hotel de Seúl.
Es buen amigo del actor Choi Tae-joon, con quien trabajó en las series La Chica que ve olores y The Undateables".

## Carrera
Es miembro de la agencia 935 Entertainment.
Obtuvo reconocimiento con la película neo-noir A Dirty Carnival  (2006), y desde entonces ha recibido elogios por sus interpretaciones en  Remember: War of the Son (2015–2016), Beautiful Gong Shim (2016), Good Manager (2017) y Falsify (2017).
El 20 de marzo de 2019 se unió al elenco principal de la serie Doctor Prisoner, donde dio vida a Nah Yi-jae, un médico con habilidades excepcionales y de corazón amable que prioriza a sus pacientes por encima de todo lo demás, pero que luego de involucrarse en un desafortunado incidente termina dejando su trabajo en el hospital y se une al departamento médico de la prisión, hasta el final de la serie el 15 de mayo del mismo año.
El 13 de diciembre del mismo año se unió al elenco principal de la serie Hot Stove League (también conocida como "Stove League"), donde interpretó a Baek Seung-soo, un hombre que tiene una historia desafortunada con los equipos deportivos a los que solía manejar, hasta el final de la serie el 14 de febrero del 2020.
El 30 de noviembre de 2020 se unió al elenco principal de la serie Awaken (también conocida como "Night and Day"), donde dio vida al detective Do Jung-woo, un oficial capaz y líder del equipo especial de la Agencia de Policía Metropolitana de Seúl.
En 2022 se unió al elenco principal de la serie One Thousand Won Lawyer, con el papel de un hábil abogado que solo cobra de honorarios mil wones por cada caso.
En febrero del mismo año, se anunció que se había unido al elenco de la serie Shin, abogado de divorcios (2023). Sin embargo, su papel fue después asignado a Jo Seung-woo. En cambio, sí protagonizó en ese mismo año el drama histórico de MBC My Dearest, una serie en veinte capítulos ambientada en el siglo XVII.

## Filmografía

### Series de televisión
| Año     | Título                            | Personaje                   | Red       | Notas               | Ref.                        |
| ------- | --------------------------------- | --------------------------- | --------- | ------------------- | --------------------------- |
| 2002    | Dae Bak Family                    | Namkoong Min                | SBS       |                     |                             |
| 2003    | Rose Fence                        | Han Dong-hyun               | KBS2      |                     |                             |
| 2003    | To William                        | Yoon Joon-ho                | KBS2      | Drama City          |                             |
| 2003    | Wedding Story - "My Love My Oppa" | Sung-soo                    | KBS2      |                     |                             |
| 2003    | Pearl Necklace                    | Hwang Joon-ho               | KBS2      |                     |                             |
| 2003    | HDTV Literature - "Mould Flower"  | Ki-hoon                     | KBS1      |                     |                             |
| 2004    | After Love                        | Eun-jae                     | KBS2      | Drama City          |                             |
| 2004    | My Lovely Family                  | Ahn Jin-gook                | KBS1      |                     |                             |
| 2005    | My Rosy Life                      | Dr. Ji Bak-sa               | KBS2      |                     |                             |
| 2006    | One Fine Day                      | Kang Dong-ha                | MBC       |                     |                             |
| 2009    | Iris                              | -                           | KBS2      | Cameo               |                             |
| 2010    | Becoming a Billionaire            | Chu Woon-seok               | KBS2      |                     |                             |
| 2011    | Can You Hear My Heart?            | Jang Joon-ha / Bong Ma-roo  | MBC       |                     | [ 16 ]                      |
| 2012    | Still Picture                     | Kim Hyun-soo                | KBS2      | Drama Special       |                             |
| 2012    | Cheongdam-dong Alice              | So In-chan                  | SBS       | Invitado, ep. 1-3   | [ 17 ]                      |
| 2013    | Hur Jun, the Original Story       | Yoo Do-ji                   | MBC       |                     | [ 18 ]                      |
| 2013    | Unemployed Romance                | Kim Jong-dae                | E Channel |                     | [ 19 ]                      |
| 2014    | 12 Years Promise                  | Yoo Joon-soo                | JTBC      |                     | [ 20 ]                      |
| 2014    | I Need Romance 3                  | Kang Tae-yoon               | tvN       |                     | [ 21 ]                      |
| 2014    | My Secret Hotel                   | Jo Sung-gyeom               | tvN       |                     | [ 22 ]                      |
| 2015    | A Girl Who Sees Smells            | Kwon Jae-hee                | SBS       |                     | [ 23 ] [ 24 ] [ 25 ]        |
| 2015-16 | Remember                          | Nam Gyu-man                 | SBS       |                     |                             |
| 2016    | Beautiful Gong Shim               | Ahn Dan-tae / Seok Joon-pyo | SBS       |                     | [ 26 ] [ 27 ] [ 28 ] [ 29 ] |
| 2016    | Doctors                           | Nam Ba-ram                  | SBS       | Invitado, ep. 13-15 | [ 30 ]                      |
| 2017    | Good Manager                      | Kim Sung-ryong              | KBS2      |                     | [ 34 ]                      |
| 2017    | Man to Man                        | -                           | JTBC      | Cameo               | [ 35 ]                      |
| 2017    | Distorted                         | Han Moo-young               | SBS       |                     |                             |
| 2018    | The Undateables                   | Kang Hoon-nam               | SBS       |                     | [ 36 ] [ 37 ] [ 38 ]        |
| 2019    | Doctor Prisoner                   | Dr. Nah Yi-jae              | KBS       |                     |                             |
| 2019-20 | Hot Stove League                  | Baek Seung-soo              | SBS       |                     |                             |
| 2020-21 | Awaken                            | Det. Do Jung-woo            | tvN       |                     | [ 39 ]                      |
| 2021    | The Veil                          | Agente Han Ji-hyuk          | MBC       | 12 episodios        | [ 40 ]                      |
| 2022    | Abogado por un dólar              | Chun Ji-hoon                | SBS       |                     | [ 12 ]                      |
| 2023    | My Dearest                        | Lee Jang-hyun               | MBC       | 20 episodios        | [ 41 ] [ 42 ]               |
| 2025    | Our Movie                         | Lee Je-ha                   | SBS       |                     | [ 43 ] [ 44 ]               |

### Películas
| Año  | Título en inglés                 | Título original                     | Rol      | Notas                                               | Ref.   |
| ---- | -------------------------------- | ----------------------------------- | -------- | --------------------------------------------------- | ------ |
| 2002 | Bad Guy                          | 나쁜 남자                           | Hyun-soo |                                                     |        |
| 2006 | A Dirty Carnival                 | 비열한 거리                         | Min-ho   |                                                     | [ 45 ] |
| 2007 | Beautiful Sunday                 | 뷰티풀 선데이                       | Min-woo  |                                                     |        |
| 2015 | Light My Fire                    | 라이트 마이 파이어                  | -        | Cortometraje - acreditado como guionista y director | [ 46 ] |
| 2015 | Hot Service: A Cruel Hairdresser | 화끈한 써비스: 어느 잔인한 미용사의 |          | Acreditado como parte del equipo de producción      |        |
| 2016 | Moonlit Motive                   | 夜色撩人                            | Chowbei  | Película china                                      | [ 47 ] |
| 2017 | Part-Time Spy                    | 비정규직 특수요원                   | Min-seok |                                                     | [ 48 ] |

### Programas de variedades
| Año        | Título            | Red  | Función                           | Notas                                         | Ref.          |
| ---------- | ----------------- | ---- | --------------------------------- | --------------------------------------------- | ------------- |
| 2004-2005  | Music Bank        | KBS2 | Copresentador, junto a So Yi-hyun | 12 de noviembre de 2004 – 29 de abril de 2005 |               |
| 2014       | We Got Married S4 | MBC  |                                   | Junto a Hong Jin-young                        | [ 49 ]        |
| 2017-2016  | Singing Battle    | KBS  | Presentador                       | Ep. piloto + 1-21                             | [ 50 ]        |
| 2019, 2021 | I Live Alone      | MBC  |                                   |                                               | [ 51 ] [ 52 ] |
| 2020       | I-Land            | Mnet | Narrador                          |                                               | [ 53 ] [ 54 ] |

### Aparición en videos musicales
| Año  | Título de canción             | Artista        |
| ---- | ----------------------------- | -------------- |
| 2016 | "Sketch"                      | Hyomin         |
| 2014 | "Cheer Up"                    | Hong Jin-young |
| 2006 | "The Thing That I Forget You" | Lee Jung-bong  |
| 2002 | "백설공주를 사랑한 난장이"    | Fresco         |
| 2002 | "작년, 오늘"                  | Fresco         |

## Premios y nominaciones
| Año  | Premio                   | Categoría                                                | Trabajo          | Resultado |
| ---- | ------------------------ | -------------------------------------------------------- | ---------------- | --------- |
| 2020 | 56th Baeksang Arts Award | Best Actor                                               | Hot Stove League | Nominado  |
| 2020 | SBS Drama Award          | Top Excellence Award, Actor in a Miniseries Action Drama | Hot Stove League | Nominado  |
| 2020 | SBS Drama Award          | Daesang (Grand Prize)                                    | Hot Stove League | Ganó      |
| 2020 | 7th APAN Star Award      | Top Excellent Actor in a Miniseries                      | Hot Stove League | Nominado  |
| 2021 | 2021 MBC Drama Award     | Top Excellence Award, Actor in a Miniseries              | The Veil         | Nominado  |
| 2021 | 2021 MBC Drama Award     | Grand Prize (Daesang)                                    | The Veil         | Ganó      |